# 한국폴리텍VII대학 동부산캠퍼스
한국폴리텍VII대학 동부산캠퍼스(Dong Busan Campus Of Korea Polytechnic VII, 한국폴리텍대학 동부산캠퍼스, 한독부산직업훈련원)은 한국폴리텍VII대학의 소속대학이며, 부산울산경남권에 있는 대학 중에서 하나이다. 창원캠퍼스, 부산캠퍼스, 울산캠퍼스, 진주캠퍼스, 바이오대학과 같이 취업률이 상위권에 있는 대학이다. 슬로건은 '평생기술로 평생직업을'이고, 한국폴리텍대학 최초로 F·L System을 개발하고 최초로 사용한 지역이다. KBS 2TV '다큐멘터리 3일'에 최초로 방영된 대학, 2010년 9월 26일(일)"두 번째 꿈을 쏘다."편.